# Jeff Clayton
Jeff Clayton (16 de febrero de 1954-17 de diciembre de 2020) fue un saxofonista y flautista de jazz estadounidense.

## Carrera
Clayton estudió oboe en la Universidad Estatal de California y realizó una gira con Stevie Wonder. Después de esto, grabó con Gladys Knight, Kenny Rogers, Michael Jackson, Patti Labelle y Madonna. Con su hermano John Clayton fundó The Clayton Brothers en 1977 y más tarde formó la Clayton-Hamilton Jazz Orchestra con Jeff Hamilton.
Trabajó con Frank Sinatra, Sammy Davis Jr, Ella Fitzgerald, Woody Herman, Lionel Hampton, Ethan Smith y Lena Horne y tocó en la Count Basie Orchestra mientras estaba bajo el liderazgo de Thad Jones. De 1989 a 1991 fue miembro de Philip Morris Superband. También realizó una gira con Gene Harris, Dianne Reeves, Joe Cocker, BB King y Ray Charles.

### Fallecimiento
Falleció el jueves 17 de diciembre de 2020 a los 66 años tras ser víctima de un cáncer de riñón.

## Premios y reconocimientos
En diciembre de 2009, Brother to Brother de The Clayton Brothers recibió una nominación al Grammy en la categoría Mejor álbum instrumental de jazz individual o grupal.